# Parc naturel de Promno
Le parc naturel de Promno (en polonais : Park Krajobrazowy Promno) , est un parc naturel de Pologne, couvrant 2 077 hectares, qui a été créé en 1993.
Le parc protège les forêts aux alentours de Pobiedziska, ainsi que les lacs de Drążynek et de Dębiniec. C'est le plus petit parc de la région.

## Galerie d'images

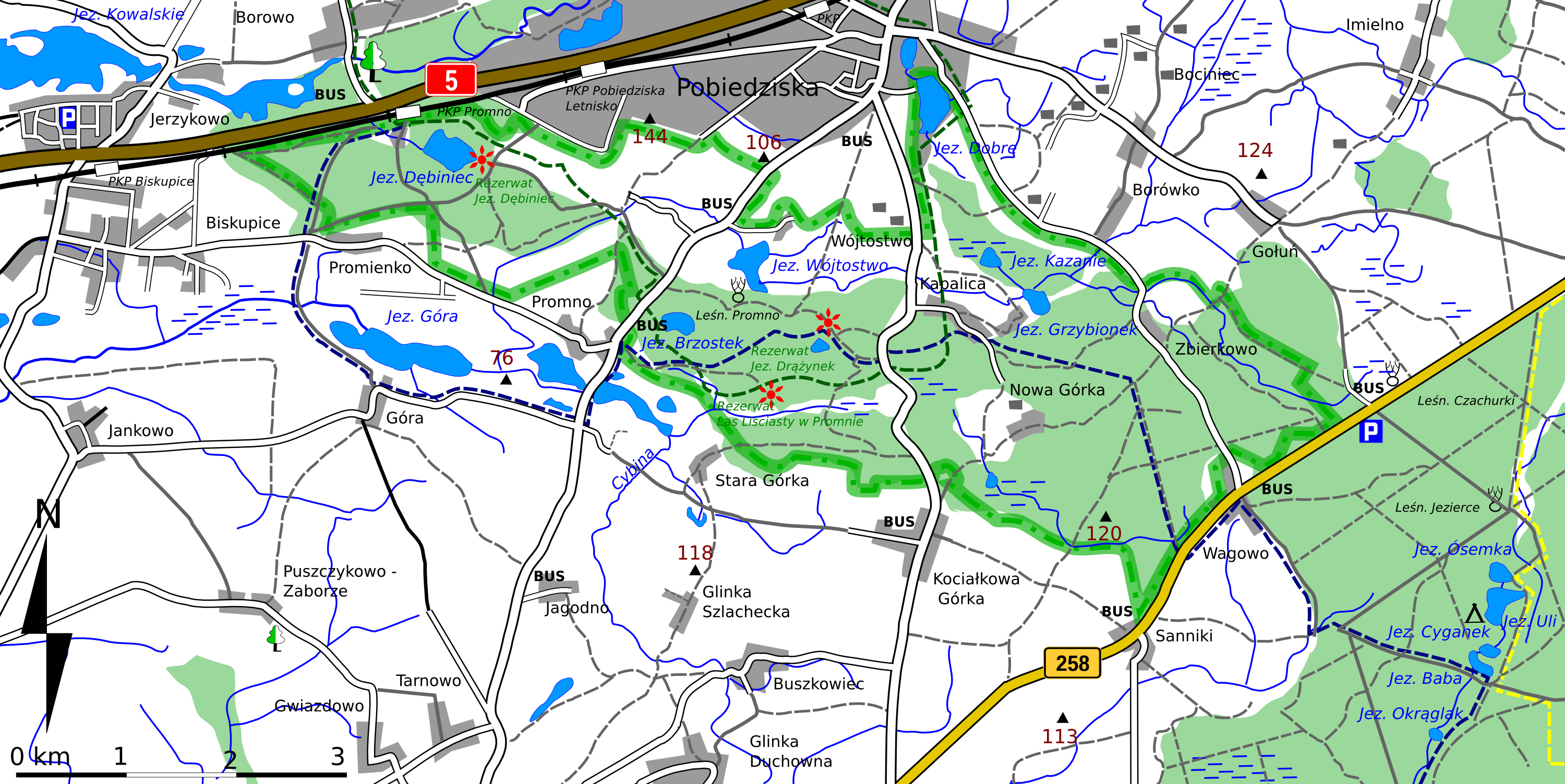
Carte du parc.
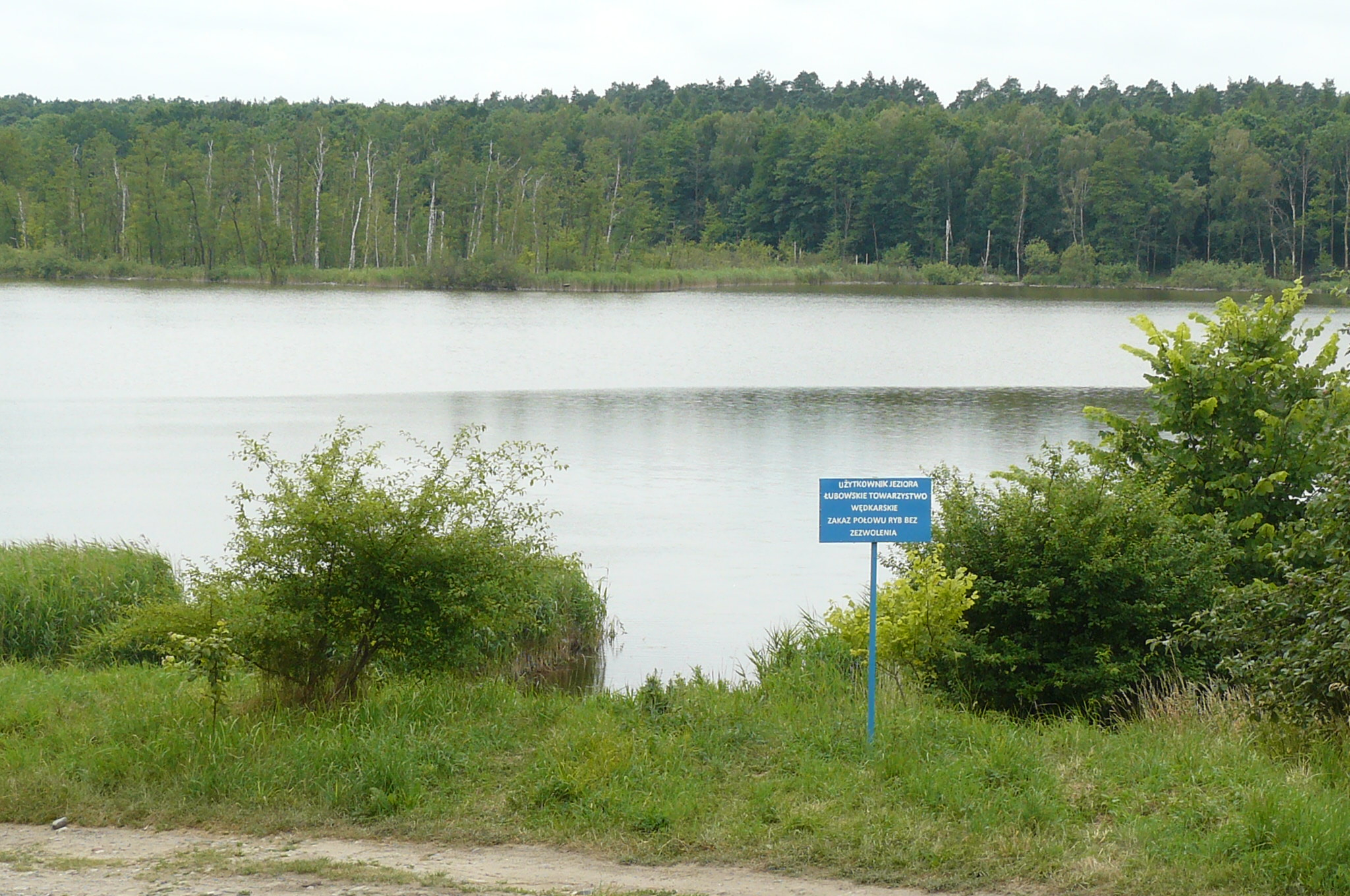
Le lac de Wojstowo.
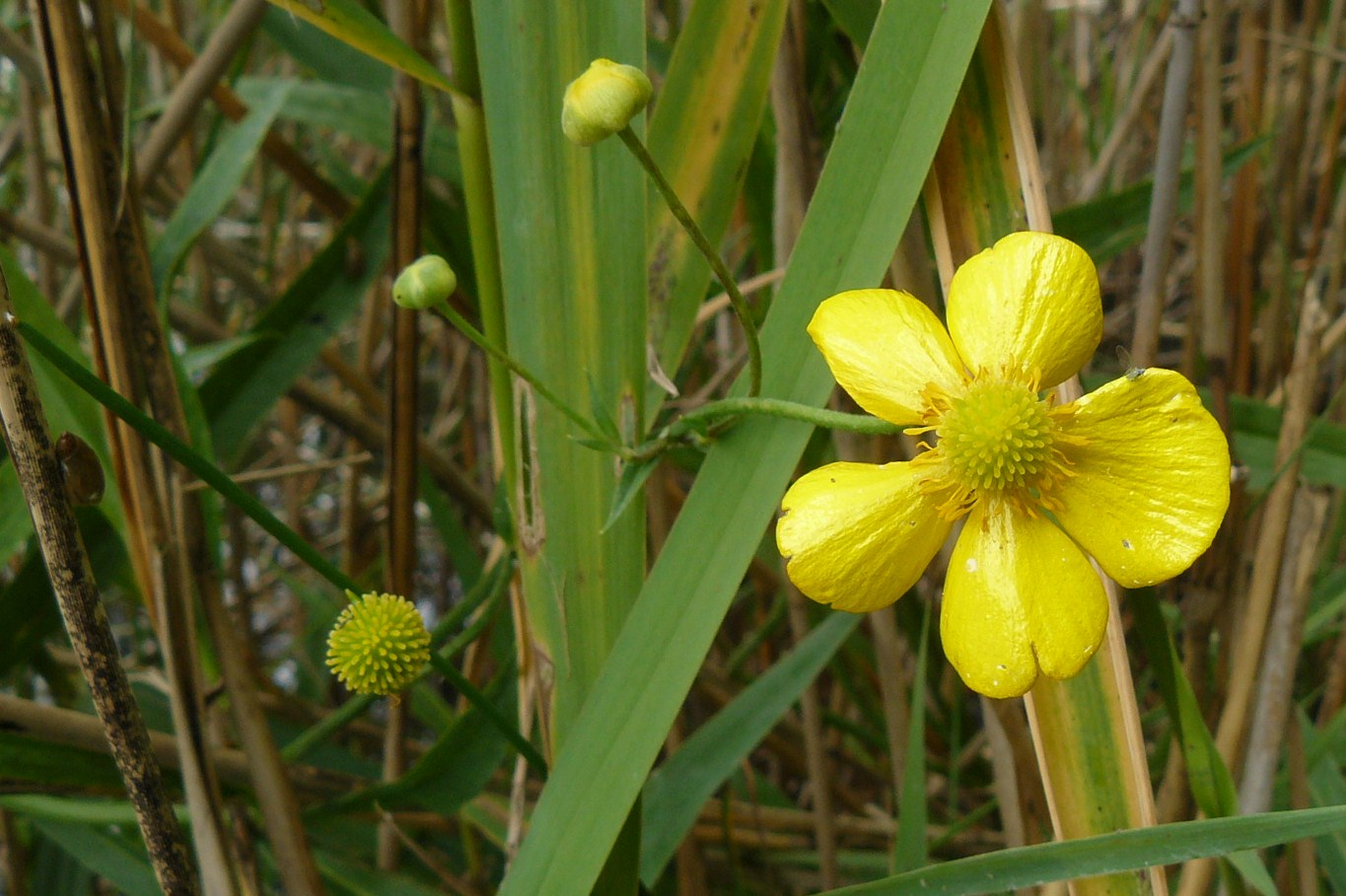
Des fleurs près de lac de Brzostek.
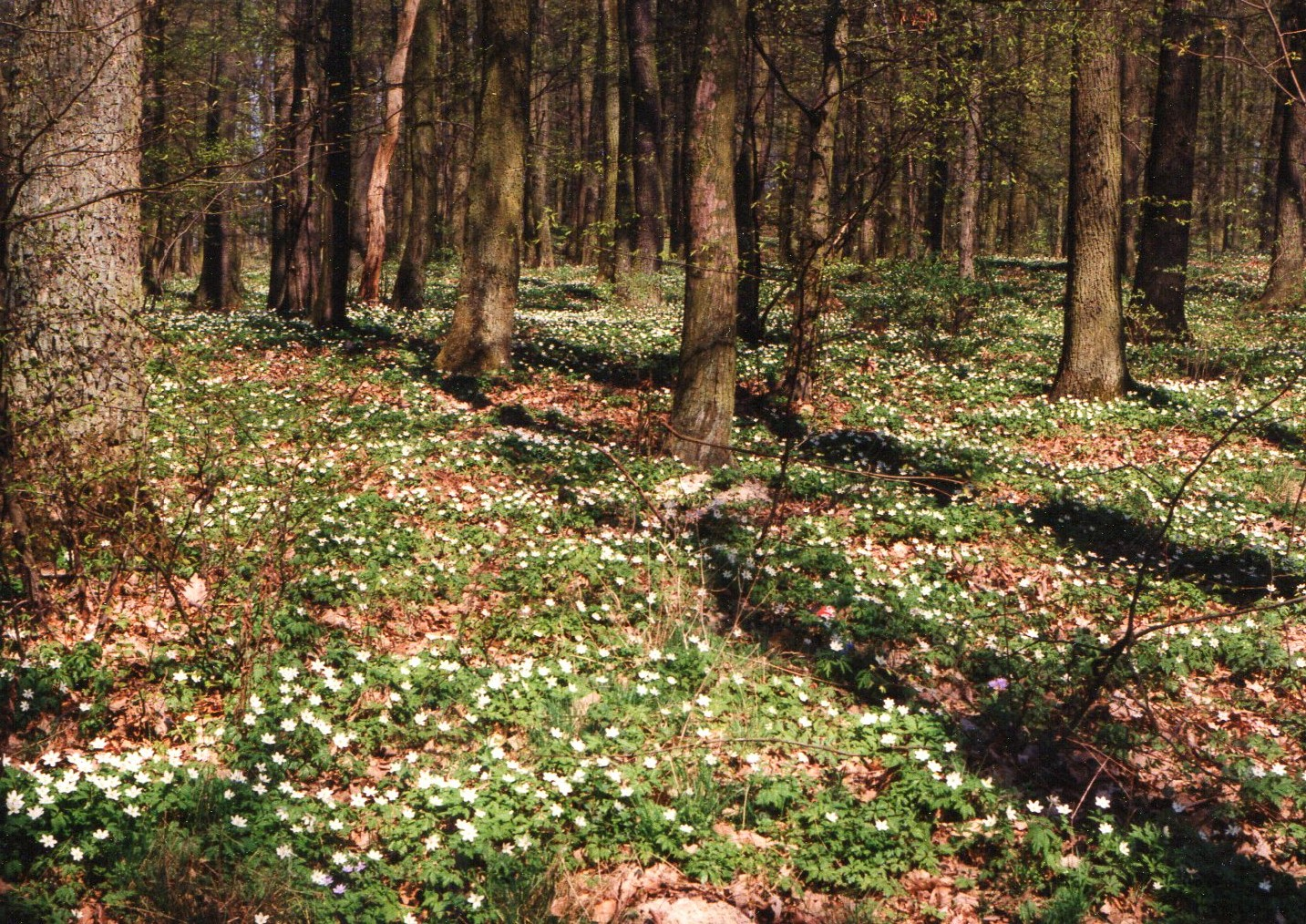
Sous-bois près du lac de Drążynek.
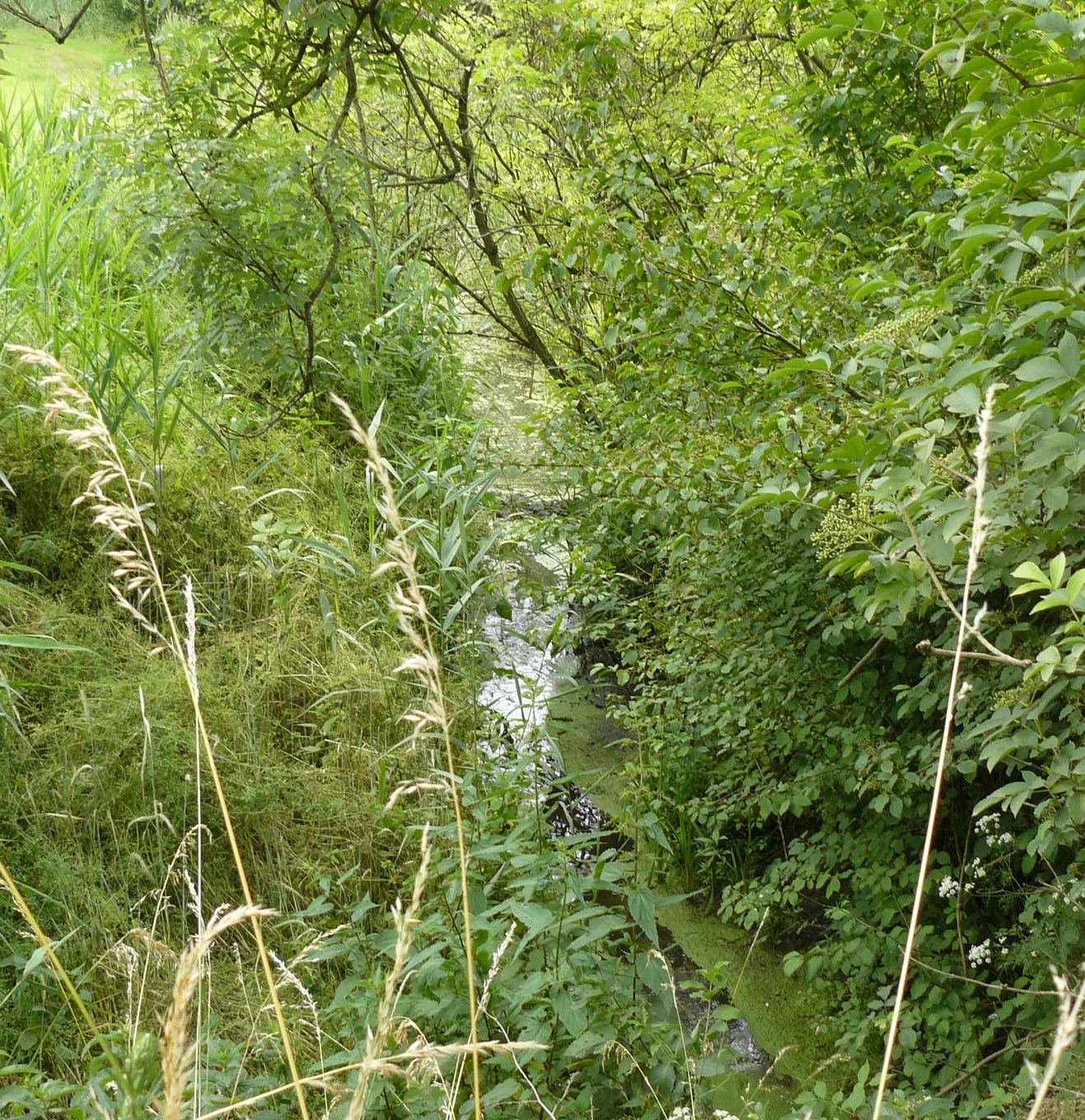
Le canal Szkutelniak.
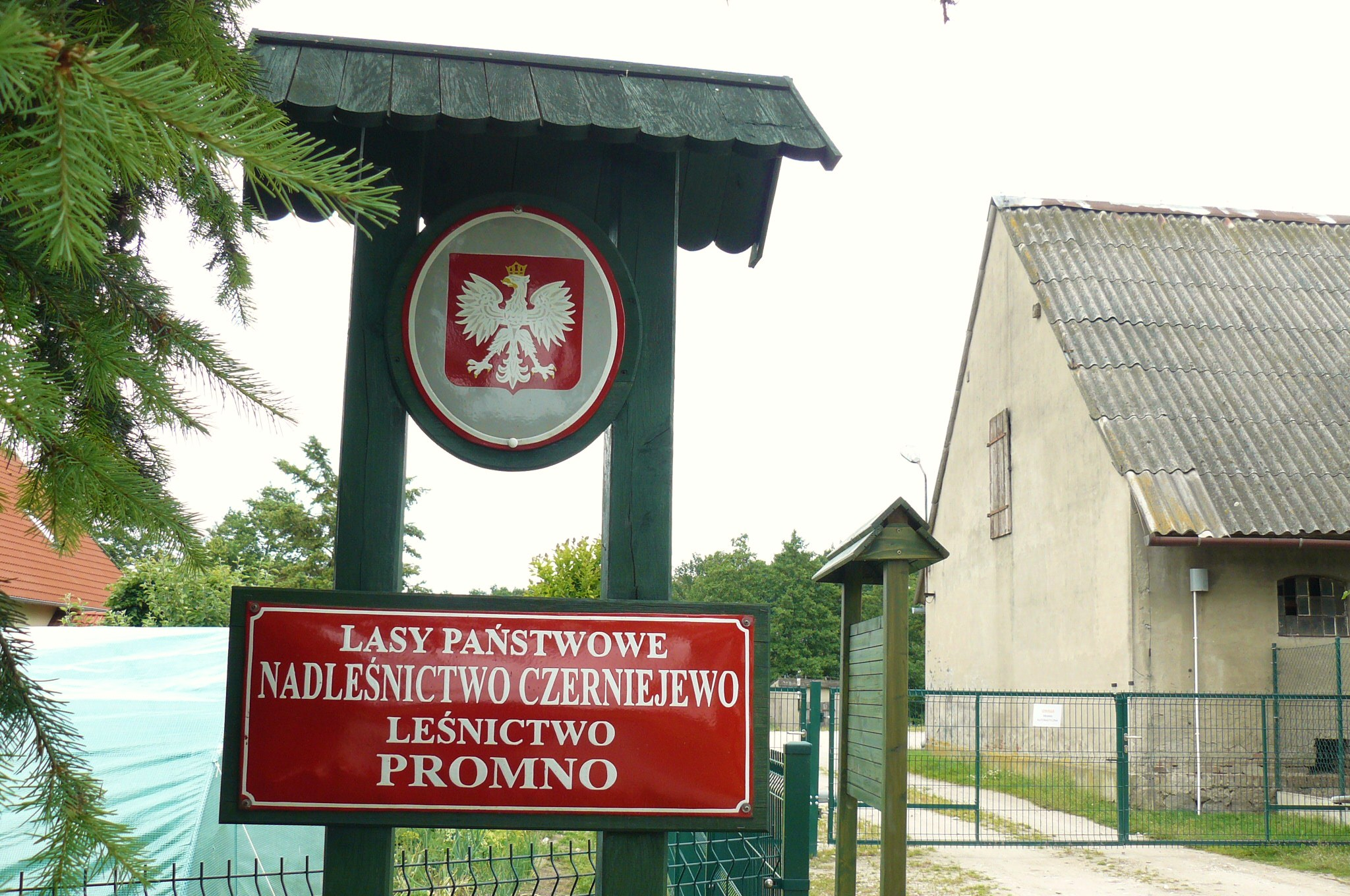
La maison forestière à Promno.
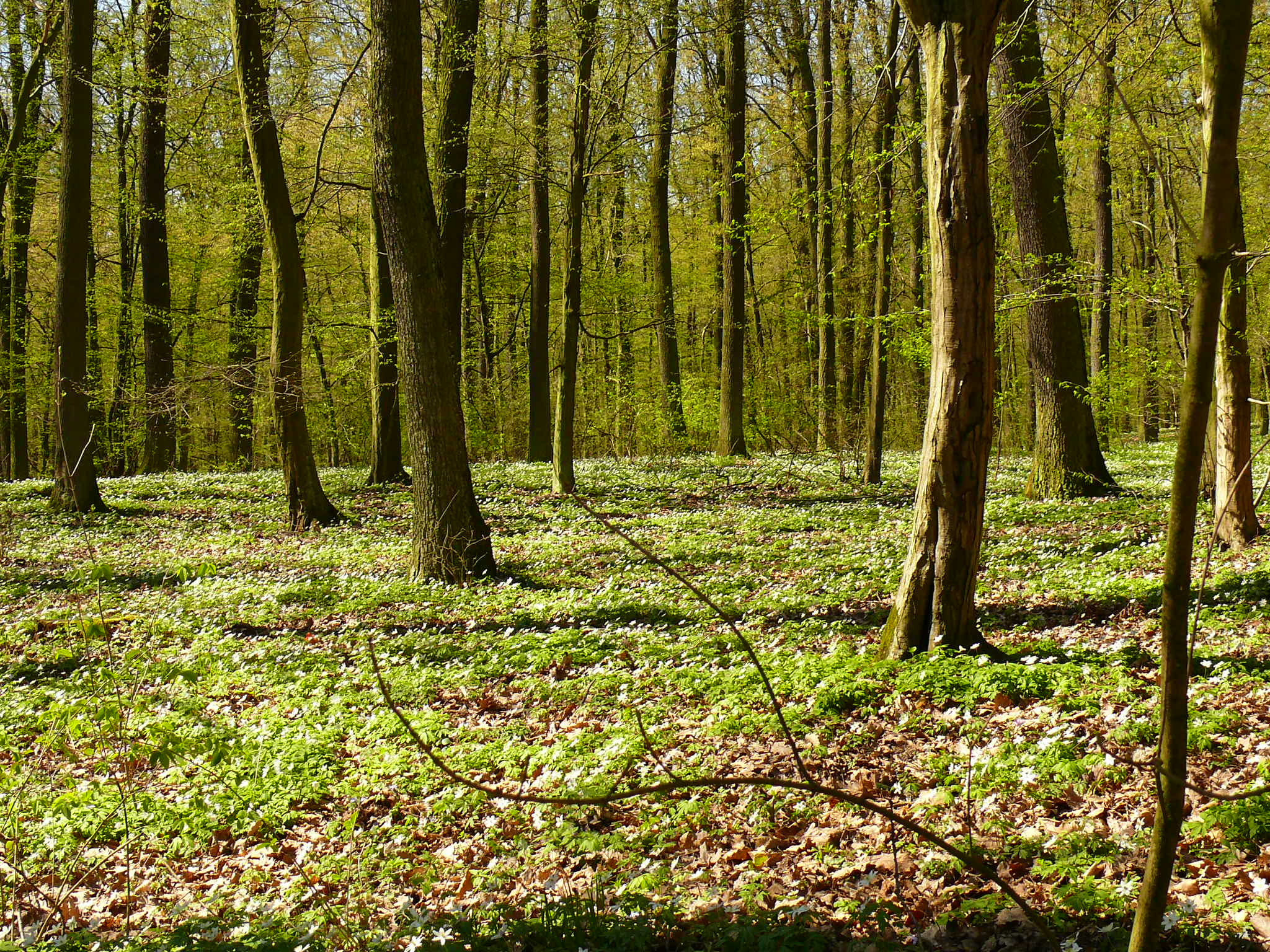
Forêt dans le parc.
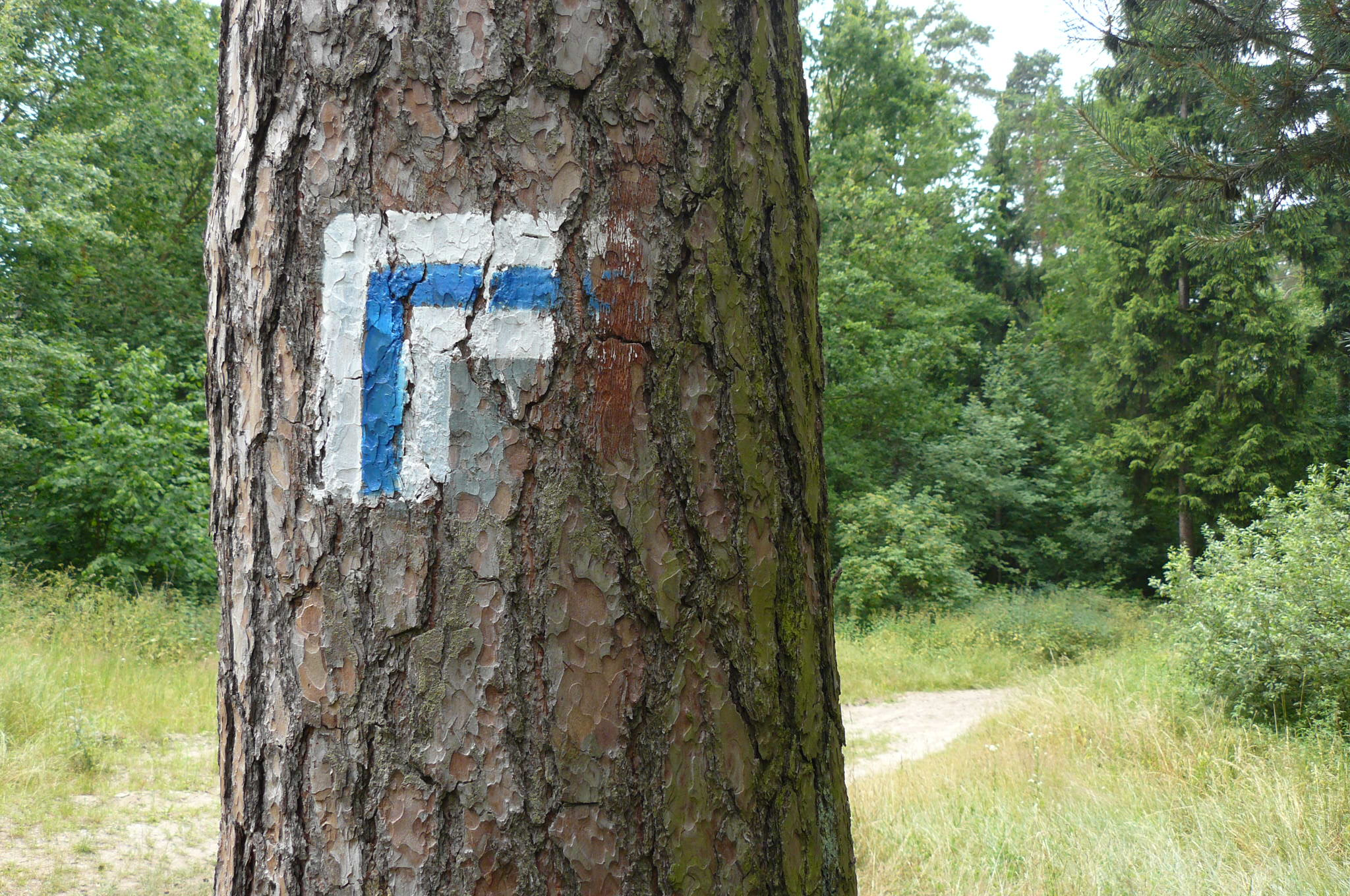
Chemin de randonnée.